# Transliteració i transcripció de l'alfabet grec
La transliteració i transcripció de l'alfabet grec són els sistemes que s'utilitzen per a escriure mots de la llengua grega en alfabets diferents de l'alfabet grec.
Per a escriure mots (generalment noms propis) d'un idioma que s'escriu amb un alfabet (per exemple els idiomes rus i búlgar, que s'escriuen amb un alfabet ciríl·lic) en un altre idioma que s'escriu en un altre alfabet (com ara l'alemany i el portuguès, que s'escriuen amb l'alfabet llatí) hom empra bàsicament dos sistemes: la transliteració i la transcripció. En el cas del grec, la transliteració a l'alfabet llatí és el sistema que usen els grecs mateixos per a romanitzar els seus mots (és un sistema que tots els parlants que utilitzen l'alfabet llatí poden compartir, però té l'inconvenient que cada parlant pronuncia segons les regles del seu idioma). Ara, cada llengua acostuma a tenir el seu propi sistema de transcripció del grec per tal que els seus parlants puguin pronunciar les paraules gregues ja transcrites de la manera més aproximada a l'original grec.

## Transliteració
La transliteració de l'alfabet grec és la forma de representar amb l'alfabet llatí paraules o textos escrits originalment en alfabet grec. Per al grec modern, hi ha l'estàndard tècnic internacional ISO 843 que estableix un sistema de transliteració, que és semblant (però no igual) al de l'Organització Hel·lènica per a l'Estandardització (ELOT o ΕΛΟΤ, ΕΛΛΗΝΙΚΟΣ ΟΡΓΑΝΙΣΜΟΣ ΤΥΠΟΠΟΙΗΣΗΣ) per al grec modern.
| Alfabet grec | Transliteració ELOT | Exemple              | Pronunciació aproximada                                                                                        |
| Α            | A                   | Athina (Atenes)      | [a]; [e] al grup ΑΙ                                                                                            |
| Β            | V                   |                      | [v]; [b] al grup ΜΒ                                                                                            |
| Γ            | G                   |                      | [ɣ]; [j] davant [e],[i]; [g] al grup ΓΓ; [ŋ] davant de Γ,Κ,Ξ,Χ                                                 |
| Δ            | D                   |                      | [ð]; [d] al grup ΝΔ                                                                                            |
| Ε            | E                   |                      | [e]; [i] al grup ΕΙ                                                                                            |
| Ζ            | Z                   |                      | [z]; pot arribar a [ʒ] davant [e],[i]                                                                          |
| Η            | I                   | Irakleion (o Càndia) | [i] |
| Θ            | TH                  | Thira (o Santorini)  | [θ] |
| Ι            | I                   |                      | [i]; [j] com consonant davant de vocal; [ç] com consonant davant de vocal rere consonant sorda [p t k f θ x s] |
| Κ            | K                   | Kriti (illa Creta)   | [k], però [kʲ] o [c] davant [e],[i]; [g] al grup ΓΚ                                                            |
| Λ            | L                   |                      | [l], però [lʲ] o [ʎ] davant [e],[i]                                                                            |
| Μ            | M                   | Mykonos (illa)       | [m], però [mʲ] o [mɲ] davant [e],[i]                                                                           |
| Ν            | N                   | Naxos (illa)         | [n], però [nʲ] o [ɲ] davant [e],[i]                                                                            |
| Ξ            | X                   |                      | [ks]; pot arribar a [tʃ] davant [e],[i]                                                                        |
| Ο            | O                   |                      | [o]; [i] al grup ΟΙ; [u] al grup ΟΥ                                                                            |
| Π            | P                   |                      | [p]; [b] al grup ΜΠ                                                                                            |
| Ρ            | R                   | Rodos (illa Rodes)   | [r] inicial o doble entre vocals; [ɾ] entre vocals                                                             |
| Σ            | S                   |                      | [s] tant si és doble com si no; pot arribar a [ʃ] davant [e],[i]                                               |
| Τ            | T                   |                      | [t]; [d] al grup ΝΤ                                                                                            |
| Υ            | Y                   |                      | [i]; [u] al grup ΟΥ; [v] o [f] als grups ΑΥ ΕΥ ΗΥ                                                              |
| Φ            | F                   |                      | [f] |
| Χ            | CH                  |                      | [x], però [ç] o [ʃ] davant [e],[i]                                                                             |
| Ψ            | PS                  |                      | [ps] |
| Ω            | O                   |                      | [o] |

Combinacions especials:
| Alfabet grec | Transliteració ELOT                              | Exemple                     | Pronunciació aproximada                      |
| ΑΙ           | AI                                               |                             | [e]                                          |
| ΑΥ           | AV / AF (davant consonant sorda o final paraula) |                             | [av] o [af]                                  |
| ΕΙ           | EI                                               | Irakleion (Càndia)          | [i]                                          |
| ΕΥ           | EV / EF (davant consonant sorda o final paraula) | Evvoia (illa Eubea)         | [ev] o [ef]                                  |
| ΗΥ           | IV / IF (davant consonant sorda o final paraula) |                             | [iv] o [if]                                  |
| ΟΙ           | OI                                               | Oia (població de Santorini) | [i]                                          |
| ΟΥ           | OU                                               |                             | [u]                                          |
| ΥΙ           | YI                                               |                             | [i]                                          |
| ΓΓ           | NG                                               |                             | [g]                                          |
| ΓΞ           | NX                                               |                             | [ŋks]                                        |
| ΓΚ           | GK                                               |                             | [g] a principi de paraula, [g] o [ŋg] medial |
| ΓΧ           | NCH                                              |                             | [ŋx]                                         |
| ΜΠ           | MP / B (a principi de paraula)                   |                             | [b] a principi de paraula, [b] o [mb] medial |
| ΝΤ           | NT                                               |                             | [d] a principi de paraula, [d] o [nd] medial |

Per desgràcia, la transliteració d'ELOT no es fa servir sempre als noms geogràfics en la senyalització a les vies de transport a Grècia. Els senyals oficials de fons blau tenen el nom en lletres gregues de color groc, i sota el nom en lletres llatines de color blanc, però el mateix lloc el podem trobar en diferents senyals oficials amb diferents variants en lletres llatines.
Per exemple: Canea (Creta) es pot trobar com Chania (forma estàndard), Hania, Xania; o Atenes (Àtica) es pot trobar com Athina (forma estàndard), Athens (nom anglès), etc. Un exemple extrem és el poble de Kolimbari a Creta (segons ELOT escrit KOLYMPARI, segons l'AFI sona [kolibari] o [kolimbari]) que podem trobar com qualsevol d'aquestes variants: Kolybari, Kolymbari, Kolympari, Kolymvari, Kolibari, Kolimbari, Kolimpari, Kolimvari...

## Transcripció
La transcripció tempta de reproduir els sons del grec modern (escrits originalment mitjançant l'alfabet grec) en una altra llengua amb l'alfabet i l'ortografia d'aquesta. Les normes de transcripció, doncs, són diferents per a cada llengua.
La Secció Filològica de l'IEC ha aprovat (14 de febrer del 2020) la normativa aplicable al català, que es pot resumir en la següent taula:
| Alfabet grec      | Transcripció al català                                 | Exemple                                                                |
| α                 | a                                                      | Ανδρέας > Andreas, Γαβράς > Gavràs                                     |
| α + ι             | e                                                      | Αιγινήτης > Eginitis, Φαίδων > Fédon                                   |
| α + ι+dièresi     | ai                                                     | Γαΐτης > Gaïtis, Μωραϊτίδης > Moraitidis                               |
| α+accent + ι      | ai                                                     | Πάικο > Paiko                                                          |
| α + υ             | av (no diferencia entre [af] o [av])                   | Αυγέρης > Avgeris, Αυξεντίου > Avxendiu, Ναυαρχόπουλος > Navarkhópulos |
| α + υ+dièresi     | ai                                                     | αϋπνία > aipnia                                                        |
| α+accent + υ      | ai                                                     | άυπνος > aipnos                                                        |
| β                 | v                                                      | Βαφειάδης > Vafiadis, Καρκαβίτσας > Karkavitsas                        |
| ββ                | v (no diferencia doble en original grec)               | Καββαδίας > Kavadias                                                   |
| γ                 | g (no diferencia so oclusiu velar de fricatiu palatal) | Αμοργός > Amorgós, Παναγιώτης > Panagiotis                             |
| γι (inicial)      | i                                                      | Γιάννης > Iannis                                                       |
| γγ                | ng(u) -- ('g', però 'gu' davant e, i)                  | Αγγελόπουλος > Anguelópulos                                            |
| γκ (inicial)      | g(u) -- ('g', però 'gu' davant e, i)                   | Γκάτσος > Gatsos                                                       |
| γκ (medial)       | ng(u) -- ('g', però 'gu' davant e, i)                  | Ραγκαβής > Rangavís                                                    |
| γξ                | nx                                                     | πλάστιγξ > plàstinx                                                    |
| γχ                | nkh                                                    | Αγχίαλος > Ankhíalos                                                   |
| δ                 | d (no diferencia so fricatiu dental)                   | Δουκάκης > Dukakis, Βασιλειάδης > Vassiliadis                          |
| ε                 | e                                                      | Αλέξανδρος > Aléxandros                                                |
| ε + ι             | i                                                      | Ζαφείρης > Zafiris                                                     |
| ε + ι+dièresi     | ei                                                     | ζεϊμπέκικος > zeimbékikos                                              |
| ε+accent + ι      | ei                                                     | Βέικος > Veikos                                                        |
| ε + υ             | ev (no diferencia entre [ef] o [ev])                   | Ευαγγελία > Evanguelia, Ευγενίδης > Evgenidis, Πευκάκι > Pevkaki       |
| ζ                 | z                                                      | Ζάκυνθος > Zàkinthos, Λάζαρος > Làzaros                                |
| η                 | i                                                      | Ηρακλής > Iraklís, Μιχαήλ > Mikhaïl                                    |
| θ                 | th                                                     | Θεμέλης > Themelis, Παρθένης > Parthenis                               |
| ι                 | i                                                      | Ιακωβίδης > Iakovidis                                                  |
| κ                 | k                                                      | Κληρίδης > Kliridis, Βασιλική > Bassilikí                              |
| κκ                | k (no diferencia doble en original grec)               | Χάκκας > Khakas                                                        |
| λ                 | l (no diferencia l+i com a palatal)                    | Λαμπράκης > Lambrakis, Ηλίας > Ilias                                   |
| λλ                | l·l (diferenciant doble en original grec)              | Σακελλαρίου > Sakel·lariu                                              |
| μ                 | m                                                      | Μητροπόλου > Mitropolu                                                 |
| μμ                | mm (diferenciant doble en original grec)               | Εμμανουήλ > Emmanuïl                                                   |
| μπ inicial        | b                                                      | Μπελογιάννης > Belogiannis                                             |
| μπ medial         | mb                                                     | Λαμπέτης > Lambetis, Μπαμπινιώτης > Bambiniotis                        |
| μπ rere consonant | b                                                      | μπαρμπούτι > barbuti                                                   |
| ν                 | n (no diferencia n+i com a palatal)                    | Βενέζης > Venezis, Καστανιώτης > Kastaniotis                           |
| νν                | nn (diferenciant doble en original grec)               | Ιωάννου > Ioannu                                                       |
| ντ inicial        | d                                                      | Νταλάρας > Dalaras                                                     |
| ντ medial         | nd                                                     | Αντιγόνη > Andigoni                                                    |
| ντ rere consonant | d                                                      | πατιρντί > patirdí                                                     |
| ξ                 | x                                                      | Ξαρχάκος > Xarkhakos, Μεταξάς > Metaxàs                                |
| ο                 | o                                                      | Δράκος > Drakos                                                        |
| ο + ι             | i                                                      | Οικονόμου > Ikonomu                                                    |
| ο + ι+dièresi     | oi                                                     | Ροΐδης > Roïdis, Ροϊλός > Roilós                                       |
| ο+accent + ι      | oi                                                     | κομπολόι > komboloi                                                    |
| ο + υ             | u                                                      | Λουκάς > Lukàs, Αλεξίου > Alexiu                                       |
| π                 | p                                                      | Παναγιωτόπουλος > Panagiotópulos                                       |
| ππ                | p (no diferencia doble en original grec)               | Κάππος > Kapos                                                         |
| ρ                 | r                                                      | Ριζάρης > Rizaris, Παρασκευή > Paraskeví                               |
| ρρ                | rr (entre vocals, com en grec)                         | Παπαρρηγόπουλος > Paparrigópulos                                       |
| σ                 | s (-ss- entre vocals)                                  | Σαράφης > Sarafis, Σπύρος > Spiros, Ωνάσης > Onassis                   |
| σσ                | ss (diferencia doble en original grec)                 | Οδυσσέας > Odisseas                                                    |
| τ                 | t                                                      | Τάσος > Tassos, Γαμβέτας > Gambetas                                    |
| ττ                | t (no diferencia doble en original grec)               | Βρεττάκος > Vretakos                                                   |
| τσ                | ts                                                     | Τσάτσος > Tsatsos                                                      |
| τζ                | tz                                                     | Τζαβέλας > Tzavelas, Καζαντζάκης > Kazantzakis                         |
| υ (com a vocal)   | i                                                      | Βρυζάκης > Vrizakis, Μυριβίλης > Miribilis                             |
| φ                 | f                                                      | Φίλιππος > Fílipos, Κεφαλληνός > Kefal·linós, Εφταλιώτης > Eftaliotis  |
| χ                 | kh                                                     | Χαριστέας > Kharisteas, Λειχούδης > Likhudis                           |
| ψ                 | ps                                                     | Ψυχάρης > Psikharis                                                    |
| ω                 | o                                                      | Κοσκωτάς > Koskotàs                                                    |

Pel que fa als accents, totes les paraules gregues de dues o més síl·labes porten accent sobre la síl·laba tònica: Πετρόπουλος, Πετροπούλου. En la transcripció catalana, s'accentuen segons les regles d'accentuació del català: Petrópulos (esdrúixola), Petropulu (plana acabada en vocal).

## El grec antic
Atès que la pronúncia del grec antic era diferent de la del grec modern, la transliteració i la transcripció són per força diferents de la del grec modern. En català, l'única obra que tracta la qüestió de la transcripció de l'alfabet del grec antic al català és La transcripció dels noms propis grecs i llatins (1993); aquesta obra, però, anomena «transcripció» al que més aviat és una adaptació culta, perquè la seva finalitat no és de reflectir la pronúncia dels mots del grec antic en l'ortografia catalana, sinó adaptar-los al lèxic comú amb una fonologia, morfologia i estructura sil·làbica pròpies del català. En realitat, la transliteració de l'alfabet grec és força universal, i la major part d'idiomes no fan servir un sistema propi de transcripció. La taula següent presenta les equivalències pel que fa a la transliteració; pel que fa als criteris d'adaptació de noms propis del grec antic al català, vegeu Viquipèdia:Adaptació de noms propis grecs i llatins, que conté els usos prescrits per la Viquipèdia.
| Alfabet grec | Transliteració                                                          |
| Α α          | a                                                                       |
| Β β          | b                                                                       |
| Γ γ          | g (n davant de gutural)                                                 |
| Δ δ          | d                                                                       |
| Ε ε          | e                                                                       |
| Ζ ζ          | z                                                                       |
| Η η          | ē                                                                       |
| Θ θ          | th                                                                      |
| Ι ι          | i                                                                       |
| Κ κ          | k                                                                       |
| Λ λ          | l                                                                       |
| Μ μ          | m                                                                       |
| Ν ν          | n                                                                       |
| Ξ ξ          | x                                                                       |
| Ο ο          | o                                                                       |
| Π π          | p                                                                       |
| Ρ ρ          | r (rh en posició inicial i darrere de la segona ro en posició interior) |
| Σ σ/ς        | s                                                                       |
| Τ τ          | t                                                                       |
| Υ υ          | y (com a vocal), u (com a segon element d'un diftong)                   |
| Φ φ          | ph                                                                      |
| Χ χ          | kh (o bé ch)                                                            |
| Ψ ψ          | ps                                                                      |
| Ω ω          | о̄                                                                       |

L'esperit aspre es translitera com a h. Si es vol, es pot indicar la llargada de les vocals α, υ i ι amb una barra horitzontal: ᾱ, ῑ, ῡ.